# 한일 대륙붕 협정

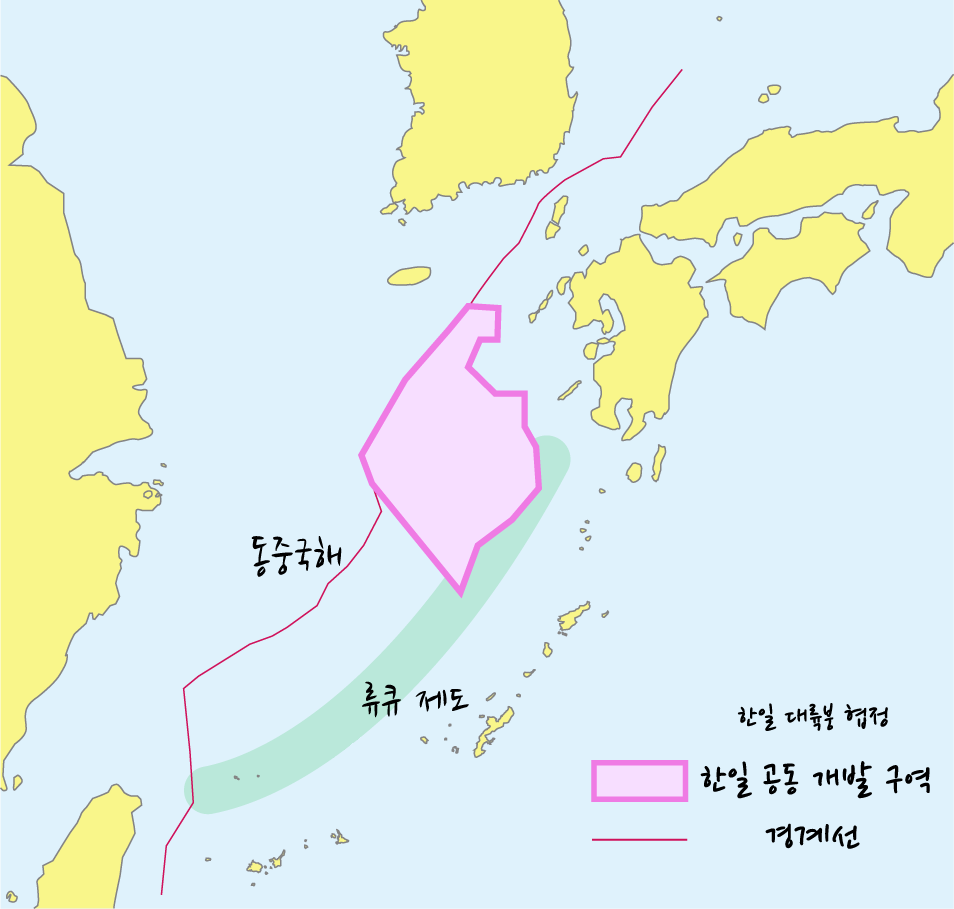
제7광구 (JDZ)

한일 대륙붕 협정(韓日大陸棚協定; 일한 대륙붕 협정)은 1974년 1월 30일에 서울특별시에서 대한민국과 일본이 서로 체결한 2개의 조약으로, 정식 명칭은 대한민국과 일본국 간의 양국에 인접한 대륙붕 북부구역경계획정에 관한 협정 및 대한민국과 일본국 간의 양국에 인접한 대륙붕 남부구역공동개발에 관한 협정이다. 1978년 6월 22일부터 발효되었다.

## 협정내용
협정의 주요 내용은 다음과 같다.
```
① 
석유
 및 
천연가스
와 이와 더불어 생산되는 지하자원을 개발대상으로 한다.
② 한국이 〈해저광물자원개발법〉에 의하여 설정한 광구와 
일본
이 주권적 권리를 주장하는 중복 부분 약 8만 4000㎢를 공동개발구역으로 한다.
③ 공동개발의 형태는 연간주도형으로 한일 양국정부가 지정한 민간기업에 의하여 추진되며, 양국 정부는 편의상 9개로 나누어진 소구역에 대한 조광권자를 협정발효 후 3개월 내에 지정한다.
④ 소구역의 양쪽 관련기업은 공동개발의 비용 및 이익분배방법 등에 관한 운영협정을 체결하며, 개발을 주도할 운영자는 일차적으로 양쪽 기업의 협의에 의하여, 이 협의가 성공하지 못할 때에는 정부간 협의에 의하여, 이 협의도 성공하지 못할 때에는 추첨에 의하여 결정한다.
⑤ 생산물 및 비용은 양쪽 조광권자에게 50：50으로 균분한다.
```